# ナイナイナ
『ナイナイナ』は、1997年4月1日から1999年3月30日までテレビ朝日系列でネオバラエティ枠で放送されていたバラエティ番組である。
司会はナインティナイン（岡村隆史・矢部浩之）。
『チャンネル99』、『Q99→Q99II』（1995年4月～1997年3月）の後番組。

## 番組概要
ナインティナインがゲストと様々な企画を行うという内容だった。
初めはゲストのアイドルと何の問題の無い企画を放送すると思いきや、岡村のトラブルで企画を変更する。主な企画として、通常ではありえない問題(「車だん吉はファーストフードのドライブスルーで注文が出来るか?」「宮尾すすむが『ハイッ!』で瓦割りをしたら何枚割れるのか?」など)を実際に実験・検証して答えを導き出す「クイズナイナイナ」、セクシー系のVシネマに出演した女優達がその演技力を競う「Vシネマの女王決定戦」、様々な状況の人々と夢を実現させるためにツアーコンダクター役の岡村と一緒に日帰りツアーをする「ナイナイナツーリスト」、荒唐無稽な手段を使って目的(エロ絡みが多い)を遂行しようとする「○○大作戦シリーズ」(ダチョウ倶楽部・石塚英彦・中村有志らが出演）などがある。後期には番組の30分枠をフルに費やして「二年越しで放置された岡村の私物の炊飯器を開けて中を確認する」という破天荒な企画も存在した。
また、扇を使った中国武道・花架拳の先生、鉄道マニアのカレーショップの店長（通称：駅長）、チェリーボーイなど、味のある素人を積極的に登場させたのもこの番組の特徴であった。

## 番組の終了
1999年4月に日曜夜8時台へのゴールデンタイム昇格の話があったが他番組とのスケジュール都合や番組自体のコーナー改変に対して、岡村が難色を示し、結果番組自体を終了することに決定した。その代打として日曜8時に始まったのが、吉本の後輩ロンドンブーツ1号2号の「稲妻!ロンドンハーツ（ロンドンハーツ）」であり、ナイナイナの製作スタッフもロンドンハーツ製作に参加している。なお、ロンドンハーツは幾度の番組名変更、放送枠移行をへて後に、ナイナイナが放送されていた火曜ネオバラエティ枠で放送されている。こうした番組終了の経緯については、ナイナイが「昇格に反対したのではなく、テレビ朝日から降ろされた」という記事がスポーツ新聞に掲載されてもおり、真相は不明である。
番組終了後、2000年4月6日にテレビ朝日で「ナインティナインだ!新番組をやらせろ!スペシャル」を放送。レギュラー番組の出演者に同局の番組と放送枠を賭けて対決したものの全敗、編成から早朝の放送枠を得て翌7日から「ナインティナインのラジオ体操」という番組を4回放送した（元々2回の予定だったがNG連発により2回延長された）。
番組終了から14年後2013年4月7日からCS放送テレ朝チャンネル（テレ朝チャンネル1）で放送開始。
それ以降、ナインティナインとしてのテレビ朝日への出演が減少し、本人達は「テレ朝から干された」と度々ラジオでネタにしている。ただし、本番組終了後もコンビでは「志村&鶴瓶のあぶない交遊録」（毎年1月2日）、矢部単体では「やべっちFC」へ長きに渡って出演していた（現在は両番組終了している）。この事は「新番組をやらせろ!スペシャル」で局の看板番組「徹子の部屋」のスタッフに叱られた事が原因なのではないかと本人達は邪推しているが、いずれも真相は不明。時を経て1980年代中後期にかけてテレビ朝日にて放送された人気番組「ビートたけしのスポーツ大将」が2017年11月12日から1年間限定のレギュラー放送として復活し、2015年からスペシャル時に出演していたナインティナインの二人もレギュラー出演することとなり、事情こそ異なるも番組終了から18年越しでナインティナイン出演のテレビ朝日日曜夜8時台のレギュラー番組が実現する形となり予定通り2018年秋を以って終了した。
なお、「ゴールデンタイム枠移動に伴うコーナー改変」について、ナインティナインが担当している番組ではラジオの番組『ナインティナインのオールナイトニッポン』でも岡村が不平を述べていたことがある。実際に深夜1時の放送から午後10時台へと移動となったが、半年後に戻された。

## 番組史
- 1997.04.01 第01回 「できるかな? ナイナイがいろんなことに挑戦（大河内奈々子）」
- 1997.04.08 第02回 「クイズナイナイナ（1）（はらたいら、矢部美穂）」
- 1997.04.15 第03回 「ハッキリする新宿（名高達男、山口リエ）」
- 1997.04.22 第04回 「なんでも屋（大河内奈々子、袴田吉彦、ビビアン・スー）」
- 1997.04.29 第05回 「脱出（木内あきら）」
- 1997.05.06 第06回 「幸運グッズで大儲け!!（宮内知美）」
- 1997.05.27 第07回 「はじめての店番（大河内奈々子）」
- 1997.06.03 第08回 「岡村プロデュース 矢部のVIPな1日」
- 1997.06.10 第09回 「ダジャレ（上原さくら、林家ペー、デーブ・スペクター、城島茂）」
- 1997.06.17 第10回 「クイズナイナイナ（2）タレント編（おりも政夫、嘉門洋子）」
- 1997.06.24 第11回 「同姓同名を探せ 岡村隆史編（市井由理）」
- 1997.07.01 第12回 「Vシネマの女王決定戦（1）」
- 1997.07.22 第13回 「同姓同名を探せ 矢部浩之編（市井由理）」
- 1997.07.29 第14回 「松本さんに立派なプロデューサーになって欲しい（宮内知美）」
- 1997.08.05 第15回 「ナイナイファン感謝デー（1）（新山千春）」
- 1997.08.12 第16回 「クイズナイナイナin韓国（1）（おりも政夫、中森友香、スージー・カン）」
- 1997.08.19 第17回 「クイズナイナイナin韓国（2）（おりも政夫、中森友香、スージー・カン）」
- 1997.08.26 第18回 「矢部浩之を恐がらせる!!（藤崎奈々子）」
- 1997.09.02 第19回 「レポーターになりたい!!（及川仲、毒蝮三太夫、ヨネスケ、斉木しげる）」
- 1997.09.23 第20回 「モーフィング 矢部と岡村の顔をCGでつなげる（藤崎奈々子）」
- 1997.09.30 第21回 「総集編（1）（半年間を振り返る!）」
- 1997.10.07 第22回 「ピンでトーク番組（1）（俳優編：角野卓造、小倉一郎）」
- 1997.10.14 第23回 「クイズナイナイナ（4）（田代まさし、中森友香）」
- 1997.10.21 第24回 「顕微鏡で見えないものを見てみよう（嘉門洋子、加藤茶、間寛平、立河宜子、ダチョウ倶楽部）」
- 1997.10.28 第25回 「Vシネマの女王決定戦（2）」
- 1997.11.04 第26回 「岡村隆史&小倉一郎のシークレットライブ（市井由理）」
- 1997.11.08 熱血チャレンジ宣言'97 内「生クイズナイナイナ」
- 1997.11.25 第27回 「伝説の芸人・春一番を捜せ!（桜井あゆみ）」
- 1997.12.02 第28回 「ピンでトーク（2）（文化人編 細川隆一郎、田嶋陽子）」
- 1997.12.09 第29回 「矢部に趣味を!（嘉門洋子、水野あおい）」
- 1997.12.16 第30回 「放置炊飯器（1）半年後（市井由理）」
- 1997.12.30 SPECIAL 「年末おまけ付きスペシャル 昔、住んでいた家を巡ろう!」
- 1998.01.06 第31回 「みんなで釣りをして宮路社長に船を買わせる（宮路社長、林家ペー、篠原直美、カレー屋駅長）」
- 1998.01.27 第32回 「クイズナイナイナ（5）（中森友香、ダチョウ倶楽部）」
- 1998.02.03 第33回 「芸能人の武勇伝は本当か？（KORN、加納典明）」
- 1998.02.17 第34回 「好感度UP大作戦!!（1）」
- 1998.02.24 第35回 「勇気を養おう!（木内あきら、ガッツ石松）」
- 1998.03.03 第36回 「ナイナイナツーリスト第1弾 さらば東京思い出ツアー（仲間由紀恵）」
- 1998.03.24 第37回 「総集編（2）（1周年記念）」
- 1998.03.31 第38回 「ガッツ石松からの呼び出し（木内あきら）」
- 1998.04.07 第39回 「ナイナイナツーリスト（2）目指せオッパイツアー」
- 1998.04.14 第40回 「あの人に逢いたいナ（中森友香、3時のおやつ中津さん、カゼッタ岡、アテム）」
- 1998.04.21 第41回 「K-1選手を育てる前（嘉門洋子、アーネスト・ホースト、ピーター・アーツ、マイク・ベルナルド、燕先生）」
- 1998.04.28 第42回 「K-1選手を育てる後（嘉門洋子、アーネスト・ホースト、ピーター・アーツ、マイク・ベルナルド、ガッツ石松）」
- 1998.05.05 第43回 「志村けんを接待」
- 1998.05.26 第44回 「Vシネマの女王決定戦（3）」
- 1998.06.02 第45回 「山城新伍になろう（嘉門洋子、上島竜兵）」
- 1998.06.09 第46回 「火事場の馬鹿力はあるのか？（中森友香）」
- 1998.06.16 第47回 「Vシネマ新・女教師2を作ろう!（菅原まどか、ジョーダンズ、春一番）」
- 1998.06.23 第48回 「ポロリをしないように特訓（沢口みき、遠野みずほ、星崎るな、水谷ケイ）」
- 1998.06.30 第49回 「花架挙燕先生は本当に強いのか?（嘉門洋子）」
- 1998.07.21 第50回 「放置炊飯器（2）1年後（嘉門洋子）」
- 1998.07.28 第51回 「ナイナイナツーリスト（3）チェリーボーイズ目指せキスツアー（栗林知美、ダチョウ倶楽部）」
- 1998.08.04 第52回 「お前は俺を愛してるのか？ 矢部が岡村を愛しているか試す」
- 1998.08.11 第53回 「岡村監督・脚本・主演の「新・女教師2」が博多の映画館で上映」
- 1998.08.18 第54回 「トイレに落ちた電話を救出!（中森友香）」
- 1998.08.25 第55回 「女風呂チラリ大作戦!!（ダチョウ倶楽部、中村有志）」
- 1998.09.01 第56回 「ちぃーこい事はいい事だ!（川合千春、きたろう、神田利則）」
- 1998.09.08 第57回 「総集編（3）（半年間を振り返る!）」
- 1998.09.29 第58回 「ナイナイナサスペンス トイレにいるのは誰か？大捜査線（中森友香、草彅剛、ユースケ）」
- 1998.10.06 第59回 「世紀の散髪ショー（嘉門洋子）」
- 1998.10.13 第60回 「ネジ屋救出大作戦（中森友香）」
- 1998.10.20 第61回 「ナイナイファン感謝デー（2）リクエスト特集」
- 1998.10.27 第62回 「ナイナイナツーリスト（4）みやむー熱烈ファンツアー（宮村優子）」
- 1998.11.03 第63回 「ナイナイナツーリスト（5）外国人限定!!目指せ 日本人女性ツアー（柴田あさみ）」
- 1998.11.24 第64回 「キャンプDAISUKI!! 正しいリアクション講座（中森友香、ダチョウ倶楽部、三津間JAPAN）」
- 1998.12.01 第65回 「C.C.ガールズ 本杉美香を探せ」
- 1998.12.08 第66回 「ボウリング大好き!（柴田あさみ、嘉門洋子）」
- 1998.12.15 第67回 「目指せパンチラ!大作戦（ダチョウ倶楽部、石塚英彦）」
- 1998.12.22 SPECIAL 「矢部パーマショースペシャル（嘉門洋子・冠二郎）」
- 1999.01.05 第68回 「COMEBACK 木内あきら（ココリコ、イジリー岡田、春一番）」
- 1999.01.26 第69回 「ナイナイナツーリスト（6）外国人限定!!目指せ 日本人女性ツアー リベンジ（柴田あさみ）」
- 1999.02.02 第70回 「全裸の矢部を家まで送る!（嘉門洋子）」
- 1999.02.09 第71回 「ひかる一平にさわやかさを学ぼう!!（嘉門洋子）」
- 1999.02.16 第72回 「エロ本争奪大作戦!!（ダチョウ倶楽部、石塚英彦）」
- 1999.02.23 第73回 「いちご狩りDAISUKI!! ヤンキーの職探し（中森友香）」
- 1999.03.02 第74回 「カレー大好き!! 岡村の二年越しの炊飯器のお釜を洗う（柴田あさみ）」
- 1999.03.09 第75回 「番組争奪 ナイナイvsココリコ」
- 1999.03.30 第76回 「ココリコナ ナイナイナ最終回」

## 番組終了後のスペシャル
- 2000.01.04 SPECIAL 「元ADアビコを連れ戻せ!」
- 2001.01.05 SPECIAL 「緊急企画 矢部の八重歯を捜せ!!」
- 2001.03.30 SPECIAL 「岡村隆史のモッコリが止まらない!!」
- 2001.10.05 SPECIAL 「1000万円争奪!コンビ対抗かくしてかくれんぼ!!」

## 同スタッフによる特番
- 1999.04.05 「ナインティナインの世紀のタイムスリップショー」（ゲスト：志村けん、菅野美穂）
- 2000.04.06 「ナインティナインだ!!新番組をやらせろスペシャル」
- 2000.10.12 「ナインティナインだ!!新番組をやらせろスペシャル2」

## エピソード
- ダチョウ倶楽部の名物ギャグである「どうぞどうぞ」はこの番組から生まれた。

第55回 「女風呂チラリ大作戦!!」でのこと。露天風呂をどうしても覗きたい一行は「逆バンジーを行うことで『たまたま見えてしまった』」という形にしようとしたが、全員でやるわけにもいかず、誰か一人を飛ばすことになった際、中村有志や寺門ジモンが立候補する中、上島が「じゃあ俺がやろうかな」と発言。これにより上島が逆バンジーを行うことが決まったのだが、どこか不服そうな表情を浮かべる上島に、矢部から「やらされてる感覚スか? じゃあやめます?」と返され、答えに窮する間にまわりが「じゃあ俺がやりたい」とコメントしたり、矢部が手を挙げながら「俺がやりたい」と言い出すと、周りも手を挙げながら「俺がやる」と盛り上がりだし、上島が手を挙げながら「俺も俺も」というとまわりが上島に手を差し出し「どうぞどうぞ」と譲った。これが初期の形であり、次第にこれがグレードアップしていく形で現在の形へ変わっていった。
ナインティナインは2022年5月12日（11日深夜）『ナインティナインのオールナイトニッポン』（ニッポン放送）にて上島の死去に触れ、「どうぞどうぞ」の成り立ちについて語った。
- 第70回では衣装協力として矢部が家に帰るまでに使用したものがエンドロールで表示された。(風呂桶、コンビニ袋など)
- 第71回では日比谷野外音楽堂にてひかる一平が「青空オンリー・ユー」を熱唱。岡村もスクールメイツと共に踊った。
- 上島竜兵（ダチョウ倶楽部）が企画のクレーンスタントを拒否したため、代わりに全身蜂まみれになる「竜ちゃんハチまみれショー」ならやると公言したが、実行に至らないまま番組は終了した。本番組が終了してからもラジオ番組などで共演するときにこの話題が出ることがあり、いつかは実行すると上島本人が明言していたが、結局実現することなく上島は2022年5月11日に他界した。

## スタッフ
- ナレーター：佐藤賢治、銀河万丈、中江真司、大場真人
- 構成：中野俊成、そーたに、鈴木しげき、権谷優子、せきしろ、三木敦、町田裕章
- TD：田中祥嗣（スタジオ）
- カメラ：辻稔（ロケ）、藤原朋巳（スタジオ）
- 音声：渡邊拓・近藤良弘（ロケ）、中本清（スタジオ）
- VE：小松淳（スタジオ）
- VTR：渡邊由香（スタジオ）
- 照明：朝倉若菜（ロケ）
- 美術デザイン：高原篤
- 美術進行：黒目樹司
- CG：木村啓作
- タイトル：宍戸淳一（リトルベア）
- ヘアメイク：高柳尚子、naoko
- スタイリスト：insi-De、TEES
- 編集：若山広明、長谷川一彦
- MA：首藤英一郎
- 音効：井澤利幸、栗田勇児
- TK：横田麻美
- 広報：牧野秀幸
- AD：安孫子みどりほか
- ディレクター：加地倫三、塚田秋春、北村要、朝倉健
- プロデューサー：杉村全陽、板橋順二、松本仁司 / 河内俊昭（吉本興業）
- 技術協力：スウィッシュ・ジャパン、テイクシステムズ、プログレッソ、テレテック、TSPビデオセンター
- 美術協力：テレビ朝日クリエイト
- 制作協力：吉本興業
- 制作著作：テレビ朝日

## 歴代テーマソング
- 「プリズナー」三宅伸治&THE TRANP
- 「Wonderful Love」modern grey
- 「夏のためいき」樋口明日香
- 「左ききのBaby」BLANKEY JET CITY
- 「恋する二人」ISIS
- 「シヴィラはある日突然に」カジヒデキ
- 「BELIEVE」D-SHADE
- 「DAZZLE,CANOPY,POSER」pre-school
- 「new machinegun etiquette」'else
- 「Happy Time Happy Song」KAN